# Миранда, Соледад
Соледа́д Мира́нда (исп. Soledad Miranda), настоящее имя — Соледа́д Рендо́н Буэ́но (исп. Soledad Rendón Bueno; 1943—1970) — испанская актриса. Приобрела наибольшую известность, исполняя роли в фильмах испанского режиссёра Хесуса Франко. Использовала также псевдонимы Сьюзен Корда (Susann Korda) или Сьюзен Кордей (Susan Korday).

## Биография

### Ранние годы, замужество
Родилась 9 июля 1943 года в Севилье, Испания. Родители Соледад были португальцами с цыганскими родословными корнями. В восемь лет она впервые появляется на сцене — сначала в качестве танцовщицы фламенко (Соледад — племянница известной актрисы и танцовщицы фламенко Пакиты Рико), а затем в качестве певицы San Fernando Talent Competition.
В 1967 году Соледад вышла замуж за профессионального гонщика Хосе Мануэля Консьесао Симоса, который вместе с ней принимал участие в съёмках некоторых фильмов:

Её жизнь была довольно несчастливой и сложной, она начинала с фламенко и маленьких ролей в кино. Актёрам в Испании очень трудно добиться известности. Она сдалась и вышла замуж за португальского гонщика, очень хорошего парня, у них был ребёнок. ненадолго она вернулась в лоно тихой семейной жизни, но не смогла сопротивляться желанию вернуться в кино, — Хесус Франко (1974 год).

### Смерть
Спустя несколько недель после выхода картины «Дьявол прибыл из Асакавы», Соледад вместе со своим мужем на автомобиле ехала на пробы для нового фильма. Произошло столкновение с другим автомобилем (машина ударила как раз с той стороны, где сидела Соледад) — муж отделался небольшими травмами, а Миранда погибла. Одни источники утверждали, что Соледад, получив серьёзные повреждения черепа и позвоночника, погибла спустя несколько часов; другие говорят о том, что актриса пролежала несколько дней в больнице в агонии, а затем скончалась. Сам Франко также противоречиво отзывался о дате смерти Соледад: однажды он утверждал, что она умерла в день катастрофы; в другой раз говорил, что несчастье случилось в день их встречи и она умерла на завтра. Впоследствии вокруг смерти актрисы начали ходить слухи и легенды, в частности утверждалось, что автомобильная авария была подстроена специально с намерением убить Соледад. Ходили небылицы и такого толка, будто душа Соледад вселилась в будущую жену Франко Лину Ромай. Сам Франко неоднократно видел Соледад в своих снах и частенько исполнял то, что она говорила: в частности, продюсер Карл Хейнц Маннхен вспоминал, что из-за таких сновидений им даже пришлось сменить место съёмок. Хесус Франко:

Она оставила после себя неизгладимый след. Все женщины, которые снимались у меня, находились под влиянием легенды о ней. У Лины Ромай, например, были моменты, когда она ощущала себя полностью одержимой Соледад. Она становилась Соледад Мирандой! Мои актёры, съемочная группа, я сам, все как один ощущали её сильнейшее воздействие на нас. Для нас она до сих пор существует.
Официальной датой смерти Соледад Миранды считается 18 августа 1970 года, когда актрисе было всего 27 лет.

## Карьера в кино
Соледад дебютировала в кинематографе в 16 лет в музыкальной комедии «La bella Mimí», исполнив роль танцовщицы (фильм снимался в 1960 году, но вышел три года спустя). В том же 1960 году Соледад впервые встречается с Хесусом Франко, который взял её на съёмки фильма «Королева табора». Картина была посвящена певице и танцовщице Микаэле Вуд и, согласно книге «Аморальные сказки: европейские секс-фильмы и фильмы ужасов 1956–1984», встреча Франко и Миранды произошло не без участия самой Микаэлы — дома у Микаэлы жила целая компания цыган, среди которых была и Миранда. В гости же к Микаэле нередко заглядывал Франко. Позднее, через несколько лет после выхода картины «Королева табора», Франко в Испании проводил кастинг актёров для его будущего проекта «Граф Дракула» и, в том числе, пригласил Соледад:

Когда она начала работать в моих фильмах, я наблюдал настоящую трансформацию. Она говорила мне, что впервые в её жизни ощущала чувство удовлетворения, — Хесус Франко.
В августе 1970 года, за день до смерти актрисы, ввиду успешной премьеры в Западном Берлине картины «Вампирши-лесбиянки», Соледад встречалась с Франко и немецким продюсером Карлом Хейнцем Маннхеном, который предложил ей двухгодичный контракт с компанией ССС, обеспечивающий актрисе как минимум участие в двух картинах в год с крупным бюджетом. На следующий день, на который было намечено подписание контракта, Соледад попала в автомобильную аварию и скончалась.

## Фильмография
| Год  |   | Русское название         | Оригинальное название           | Роль                               |
| ---- | - | ------------------------ | ------------------------------- | ---------------------------------- |
| 1973 | ф | Юджени                   | Eugénie                         | Юджени Радек де Франвал            |
| 1971 | ф | Она убивала в экстазе    | Sie tötete in Ekstase           | миссис Джонсон                     |
| 1971 | ф | Вампирши-лесбиянки       | Vampiros lesbos                 | графиня Надин Кероди               |
| 1971 | ф | Дьявол прибыл из Асакавы | Der Teufel kam aus Akasava      | Джейн Морган                       |
| 1970 | ф | Сексуальная шарада       | Sex Charade                     | Анна                               |
| 1970 | ф | Джульетта                | Juliette                        | Джульетта                          |
| 1970 | ф | Кошмары приходят ночью   | Les Cauchemars naissent la nuit | девушка соседа                     |
| 1970 | ф | Граф Дракула             | Nachts, wenn Dracula erwacht    | Люси Вестенра                      |
| 1969 | ф | Сто винтовок             | 100 Rifles                      | девушка в отеле                    |
| 1963 | ф | Прекрасная Мими          | La bella Mimí                   | первая танцовшица в голубом платье |
| 1963 | ф | Королева табора          | La reina del Tabarín            | Графиня                            |